# Jérémie Renier
Jérémie Renier (Bruxelles, 6 gennaio 1981) è un attore belga.

## Biografia

### Infanzia ed istruzione
Minore di quattro figli, si è interessato al mondo dello spettacolo sin da piccolo, frequentando corsi di teatro e mimo a Bruxelles.

### Carriera
È all'età di dieci anni che appare in Les Sept Péchés capitaux. La sua consacrazione avviene però a 15 anni nel film dei fratelli Jean-Pierre e Luc Dardenne: La Promesse (1996). Renier gira poi sotto la direzione di François Ozon Amanti criminali nel 1999, e poi Saint-Cyr (2000) di Patricia Mazuy.
Recita anche nei film Il patto dei lupi (2001) di Christophe Gans con Émilie Dequenne, Le Pornographe (2001) di Bertrand Bonello, La Guerre à Paris (2002) di Yolande Zauberman, Violence des échanges en milieu tempéré (2003) di Jean-Marc Moutout, En territoire indien (2003) di Lionel Epp, Spy zone (2004) di Fred Auburtin, Le Pont des Arts (2004) di Eugène Green.
L'Enfant - Una storia d'amore (2005), film girato dai fratelli Dardenne e nel quale Renier ha il ruolo principale, ha vinto la Palma d'oro come miglior film al Festival di Cannes 2005. Ha posato per gli artisti francesi Pierre et Gilles. Nel 2006 gira Dikkenek di Olivier Van Hoofstadt, Fair Play di Lionel Bailliu, Proprietà privata di Joachim Lafosse.
Nel 2006 ha ricevuto il Premio Jean Gabin. Rinnova la sua collaborazione coi fratelli Dardenne anche con Il matrimonio di Lorna e Il ragazzo con la bicicletta. Ciò fa di Renier uno dei pochi loro attori feticcio, insieme ad Olivier Gourmet e Fabrizio Rongione. Vince il Premio Magritte per il migliore attore non protagonista ai Premi Magritte 2012 e 2015. Come molti commedianti belgi che intraprendono una carriera europea, Jérémie non abita più in Belgio e vive attualmente a Parigi. Suo fratello Yannick Renier è a sua volta un attore.

## Filmografia

### Cinema
- L'Honnêteté, episodio di Les Sept Péchés capitaux, regia di Beatriz Flores Silva (1992)
- La Promesse, regia di Jean-Pierre e Luc Dardenne (1996)
- Amanti criminali (Les amants criminels), regia di François Ozon (1999)
- Saint-Cyr, regia di Patricia Mazuy (2000)
- Fate come se non ci fossi (Faites comme si je n'étais pas là) regia di Olivier Jahan (2000)
- Le Fétichiste, regia di Nicolas Klein - cortometraggio (2000)
- Il patto dei lupi (Le Pacte des loups), regia di Christophe Gans (2001)
- Le Pornographe, regia di Bertrand Bonello (2001)
- La Guerre à Paris, regia di Yolande Zauberman (2002)
- Le Troisième œil, regia di Christophe Fraipont (2002)
- En territoire indien, regia di Lionel Epp (2003)
- Violence des échanges en milieu tempéré, regia di Jean-Marc Moutout (2003)
- San Antonio, regia di Frédéric Auburtin (2004)
- Toi, vieux, regia di Pierre Coré e Michaël Mitz - cortometraggio (2004)
- Le Pont des Arts, regia di Eugène Green (2004)
- L'Enfant - Una storia d'amore (L'Enfant), regia di Jean-Pierre e Luc Dardenne (2005)
- Cavalcade, regia di Steve Suissa (2005)
- Dikkenek, regia di Olivier Van Hoofstadt (2006)
- Proprietà privata (Nue propriété), regia di Joachim Lafosse (2006)
- Fair Play, regia di Lionel Bailliu (2006)
- Président, regia di Lionel Delplanque (2006)
- Espiazione (Atonement), regia di Joe Wright (2007)
- In Bruges - La coscienza dell'assassino (In Bruges), regia di Martin McDonagh (2008)
- Coupable, regia di Laetitia Masson (2008)
- Ore d'estate (L'heure d'été), regia di Olivier Assayas (2008)
- Il matrimonio di Lorna (Le silence de Lorna), regia di Jean-Pierre e Luc Dardenne (2008)
- Demain dès l'aube, regia di Denis Dercourt (2009)
- The Vintner's Luck, regia di Niki Caro (2009)
- Pièce montée, regia di Denys Granier-Deferre (2010)
- Trois chats, regia di Martin Scali - cortometraggio (2010)
- Potiche - La bella statuina (Potiche), regia di François Ozon (2010)
- Les Aventures de Philibert, capitaine puceau, regia di Sylvain Fusée (2011)
- Il ragazzo con la bicicletta (Le Gamin au vélo), regia di Jean-Pierre e Luc Dardenne (2011)
- Possessions, regia di Eric Guirado (2011)
- Cloclo, regia di Florent Emilio Siri (2012)
- Elefante blanco, regia di Pablo Trapero (2012)
- Intus, regia di Gary Seghers - cortometraggio (2013)
- La Confrérie des larmes, regia di Jean-Baptiste Andrea (2013)
- Saint Laurent, regia di Bertrand Bonello (2014)
- Le Grand Homme, regia di Sarah Leonor (2014)
- Waste Land, regia di Pieter Van Hees (2014)
- Ladygrey, regia di Alain Choquart (2015)
- Ni le ciel ni la terre, regia di Clément Cogitore (2015)
- La ragazza senza nome (La Fille inconnue), regia di Jean-Pierre e Luc Dardenne (2016)
- Éternité, regia di Trần Anh Hùng (2016)
- Il sogno di Francesco (L'Ami - François d'Assise et ses frères), regia di Renaud Fely e Arnaud Louvet (2016)
- Doppio amore (L'Amant double), regia di François Ozon (2017)
- L'Ordre des médecins, regia di David Roux (2018)
- Frankie, regia di Ira Sachs (2019)
- Slalom, regia di Charlène Favier (2020)
- L'Ennemi, regia di Stephan Streker (2020)
- Albatros, regia di Xavier Beauvois (2021)
- Son visage, regia di Caroline du Potet e Éric du Potet - cortometraggio (2021)
- Un'ombra sulla verità (L'Homme de la cave), regia di Philippe Le Guay (2021)
- November - I cinque giorni dopo il Bataclan (Novembre), regia di Cédric Jimenez (2022)
- Ailleurs si j'y suis, regia di François Pirot (2022)

### Televisione
- Criminal: Francia (Criminal: France), regia di Frédéric Mermoud – miniserie TV (2019)
- Amour fou, regia di Mathias Gokalp – miniserie TV (2020)
- Carême – serie TV, 8 episodi (2025)

## Doppiatori italiani
Nelle versioni in italiano delle opere in cui ha recitato, Jérémier Renier è stato doppiato da:
- Emiliano Coltorti in Le Pornographe, L'Enfant - Una storia d'amore, Proprietà privata, Il matrimonio di Lorna, Il ragazzo con la bicicletta, La ragazza senza nome, Doppio amore, Carême
- Simone Crisari in Amanti criminali
- Alessandro Tiberi in Il patto dei lupi
- Alessandro Budroni in Espiazione
- Simone Veltroni in Potiche - La bella statuina
- Francesco De Francesco in Il sogno di Francesco
- Davide Perino in Un'ombra sulla verità
- Alessandro Quarta in November - I cinque giorni dopo il Bataclan

## Riconoscimenti
- Premio Magritte
  - 2012 – Miglior attore non protagonista per Potiche - La bella statuina (Potiche)
  - 2015 – Miglior attore non protagonista per Saint Laurent